# Берёзкинское сельское поселение (Смоленская область)
Берёзкинское се́льское поселе́ние — упразднённое муниципальное образование в составе Кардымовского района Смоленской области России.
Административный центр — деревня Берёзкино.
Образовано законом от 2 декабря 2004 года. Упразднено законом от 20 декабря 2018 года с включением всех входивших в его состав населённых пунктов в Каменское сельское поселение.

## Географические данные
- Расположение: центральная часть Кардымовского района
- Граничит:
  - на севере— с  Шокинским сельским поселением
  - на востоке  — с Соловьёвским сельским поселением
  - на юго-востоке — с  Тюшинским сельским поселением
  - на юге — с Кардымовским городским поселением
  - на западе — с  Каменским сельским поселением
- По территории поселения проходит автомобильная дорога  Р134 «Старая Смоленская дорога» Смоленск — Дорогобуж — Вязьма — Зубцов.
- По территории поселения проходят железная дорога Москва — Минск, станции: О.п. 376-й км.
- Крупные реки: Хмость, Орлея.

## Население
| 2011  | 2012  | 2013  | 2014  | 2015  | 2016  | 2017  |
| ----- | ----- | ----- | ----- | ----- | ----- | ----- |
| 1190  | ↗1269 | ↗1376 | ↗1463 | ↗1501 | ↗1537 | ↘1536 |
| 2018  | 2019  |       |       |       |       |       |
| ↘1535 | ↘1502 |       |       |       |       |       |

## Населённые пункты
На территории поселения находилось 14 населённых пунктов:
- Берёзкино, деревня
- Барсучки, деревня
- Бородино, деревня
- Варваровщина, деревня
- Верещакино, деревня
- Волочня, деревня
- Красные Горы, деревня
- Кузьмишкино, деревня
- Курдимово, деревня
- Лешенки, деревня
- Пищулино, деревня
- Семеновское, деревня
- Тверицы, деревня
- Трисвятье, деревня